# Município de York (condado de Morgan, Ohio)
O município de York (em inglês: York Township) é um município localizado no condado de Morgan no estado estadounidense de Ohio. No ano de 2010 tinha uma população de 933 habitantes e uma densidade populacional de 14,68 pessoas por km².

## Geografia
O município de York encontra-se localizado nas coordenadas 39° 44′ 04″ N, 81° 58′ 59″ O. Segundo o Departamento do Censo dos Estados Unidos, o município tem uma superfície total de 63.57 km², da qual 63,38 km² correspondem a terra firme e (0,3 %) 0,19 km² é água.

## Demografia
Segundo o censo de 2010, tinha 933 pessoas residindo no município de York. A densidade populacional era de 14,68 hab./km². Dos 933 habitantes, o município de York estava composto pelo 98,61 % brancos, o 0,32 % eram afroamericanos, o 0,11 % eram amerindios e o 0,96 % eram de uma mistura de raças. Do total da população o 0,32 % eram hispanos ou latinos de qualquer raça.